# Mats Møller Dæhli
Mats Møller Dæhli (Oslo, 2 marzo 1995) è un calciatore norvegese, centrocampista del Molde e della nazionale norvegese.

## Biografia
Møller Dæhli nacque ad Oslo: figlio di Metter Møller, fotografa per Dagbladet, e Truls Dæhli, giornalista sportivo per Verdens Gang.

## Caratteristiche tecniche
Pål Berg, suo allenatore allo Stabæk, lo descrisse come "un talento eccezionale, con una tecnica superiore".

## Carriera

### Club

#### Giovanili
Fin dalla giovane età, Møller Dæhli giocò per il Lyn Oslo. Quando questa squadra dichiarò il fallimento nel 2010, si trasferì allo Stabæk. Giocò per la squadra riserve del club, prima di tornare al Lyn. Møller Dæhli fu scoperto all'età di 12 anni da John Vik, che raccomandò al Manchester Utd di ingaggiarlo. Il giocatore si allenò quindi con i Red Devils in qualche occasione, per poi firmare un contratto a novembre 2010 e aggregarsi alle formazioni giovanili a febbraio 2011.

#### Manchester United
Møller Dæhli firmò il suo primo contratto professionistico al compimento del 17º compleanno ed effettuò il suo debutto in squadra nello stesso mese, in occasione di una sfida contro il West Bromwich. Le prestazioni nella formazione Under-18 di Paul McGuinness gli hanno permesso di essere promosso nella squadra riserve nel mese di luglio 2012. Il 22 luglio realizzò il gol della vittoria contro il Longford, su assist del connazionale Joshua King.

#### Molde
Il 3 luglio 2013, firmò un contratto di due anni e mezzo con il Molde, che sarebbe stato valido a partire dal 15 luglio, data di riapertura della finestra di trasferimento. Esordì nell'Eliteserien il 3 agosto, sostituendo Daniel Chima nella vittoria per 2-0 sul Brann. Il suo allenatore, Ole Gunnar Solskjær, elogiò la sua prestazione nella semifinale di Coppa di Norvegia 2013, vinta contro il Lillestrøm: dichiarò infatti che, in quel momento, Møller Dæhli sarebbe stato titolare nel Manchester United, comparando la sua situazione a quella del coetaneo Adnan Januzaj. Ebbe un ottimo impatto sulla stagione del Molde, tanto che nelle prime 8 partite disputate nel campionato norvegese, la sua percentuale di passaggi completati raggiunse il 91,88%.

#### Cardiff City
L'11 gennaio 2014, il Cardiff City del neo-tecnico Ole Gunnar Solskjær annunciò l'ingaggio di Møller Dæhli, che raggiunse così il suo ex allenatore nella Premier League. Esordì in squadra il 25 gennaio 2014, nel terzo turno dell'edizione stagionale della FA Cup: sostituì Joe Mason nella vittoria per 0-1 sul campo del Bolton. Il 28 gennaio arrivò invece il momento del debutto nella Premier League, stavolta subentrando a Craig Noone nella sconfitta per 2-0 contro il Manchester United. Il 29 marzo realizzò la prima rete nella massima divisione inglese, nel pareggio per 3-3 contro il West Bromwich Albion. A fine stagione, la sua squadre retrocesse nella Championship.

#### Friburgo
Il 22 dicembre 2014, il Friburgo comunicò sul proprio sito l'ingaggio di Møller Dæhli, che si legò al nuovo club con un contratto valido a partire dal 1º gennaio 2015.

### Nazionale
Møller Dæhli giocò per la Norvegia under 15 in un torneo in cui la sua squadra era contrapposta ai pari età della Spagna under 15, della Francia e dell'Paesi Bassi under 15, in cui fu nominato miglior giocatore della manifestazione. Precedentemente, aveva debuttato il 21 settembre 2010, nella sconfitta per 3-0 contro la Svezia under 15. Per via delle sue prestazioni nelle Nazionali giovanili, fu elogiato dagli ex calciatori Hallvar Thoresen e Nils Johan Semb, mentre Ole Gunnar Solskjær lo nominò come uno dei più grandi talenti del calcio europeo.
Ad agosto 2012, Møller Dæhli si prese una pausa dalla Nazionale, poiché promosso nella squadra riserve del Manchester United: infatti, avrebbe continuato a giocare anche nella formazione Under-18 del club inglese, per cui decise così per ridurre il numero di incontri. Il mese seguente, ebbe un incontro con il commissario tecnico della Norvegia under 21, Per Joar Hansen, che gli disse che l'avrebbe presto voluto nella sua squadra. Dopo la qualificazione al campionato europeo di categoria del 2013, il successore di Hansen, Tor Ole Skullerud, dichiarò di valutare la convocazione di Møller Dæhli per la manifestazione.
Dopo la sua pausa, Møller Dæhli fu convocato dalla Norvegia under 19, che avrebbe giocato tre incontri a La Manga del Mar Menor, a febbraio 2013. Fu squalificato per l'ultimo di questi match, poiché rimediò due cartellini gialli in altrettante partite precedenti: fu così aggregato alla formazione Under-21, che anch'essa si trovava a La Manga. Il 30 settembre 2013, il suo nome fu incluso tra i convocati per le sfide contro Azerbaigian under 21 e Israele under 21, valide per le qualificazioni al campionato europeo di categoria del 2015. Il 15 ottobre, fu titolare nella sconfitta per 1-3 contro la formazione israeliana.
Il 5 novembre 2013, fu convocato da Per-Mathias Høgmo in Nazionale maggiore, in vista delle sfide amichevoli contro Danimarca e Scozia. Il 15 novembre successivo, subentrò a Per Ciljan Skjelbred nella sconfitta per 2-1 contro la formazione danese.
Il 18 novembre 2020, a causa di molte assenze dovute a COVID-19, indossa per la prima volta la fascia di capitano della sua nazionale nel pareggio per 1-1 contro l'Austria in Nations League.

## Statistiche

### Presenze e reti nei club
Statistiche aggiornate al 26 marzo 2018.
| Stagione            | Club                | Campionato          | Campionato | Campionato | Coppe nazionali | Coppe nazionali | Coppe nazionali | Coppe continentali | Coppe continentali | Coppe continentali | Supercoppe | Supercoppe | Supercoppe | Totale | Totale |
| Stagione            | Club                | Comp                | Pres       | Reti       | Comp            | Pres            | Reti            | Comp               | Pres               | Reti               | Comp       | Pres       | Reti       | Pres   | Reti   |
| ------------------- | ------------------- | ------------------- | ---------- | ---------- | --------------- | --------------- | --------------- | ------------------ | ------------------ | ------------------ | ---------- | ---------- | ---------- | ------ | ------ |
| ago.-dic. 2013      | Molde               | ES                  | 12         | 0          | CN              | 1               | 0               | UCL+UEL            | 0+1                | 0                  | -          | -          | -          | 14     | 0      |
| gen.-giu. 2014      | Cardiff City        | PL                  | 13         | 1          | FACup+CdL       | 2+0             | 0               | -                  | -                  | -                  | -          | -          | -          | 15     | 1      |
| 2014-gen. 2015      | Cardiff City        | FLC                 | 8          | 0          | FACup+CdL       | 0+2             | 0               | -                  | -                  | -                  | -          | -          | -          | 10     | 0      |
| Totale Cardiff City | Totale Cardiff City | Totale Cardiff City | 21         | 1          |                 | 4               | 0               |                    | -                  | -                  |            | -          | -          | 25     | 1      |
| gen.-giu. 2015      | Friburgo            | BL                  | 2          | 0          | CG              | 0               | 0               | -                  | -                  | -                  | -          | -          | -          | 2      | 0      |
| 2015-2016           | Friburgo            | 2L                  | 2          | 0          | CG              | 0               | 0               | -                  | -                  | -                  | -          | -          | -          | 2      | 0      |
| 2016-gen. 2017      | Friburgo            | BL                  | 2          | 0          | CG              | 2               | 1               | -                  | -                  | -                  | -          | -          | -          | 4      | 1      |
| Totale Friburgo     | Totale Friburgo     | Totale Friburgo     | 6          | 0          |                 | 2               | 1               |                    | -                  | -                  |            | -          | -          | 8      | 1      |
| gen.-giu. 2015      | Friburgo II         | RL                  | 2          | 0          | -               | -               | -               | -                  | -                  | -                  | -          | -          | -          | 1      | 0      |
| 2015-2016           | Friburgo II         | RL                  | 5          | 0          | -               | -               | -               | -                  | -                  | -                  | -          | -          | -          | 5      | 0      |
| Totale Friburgo II  | Totale Friburgo II  | Totale Friburgo II  | 7          | 0          |                 | -               | -               |                    | -                  | -                  |            | -          | -          | 7      | 0      |
| gen.-giu. 2017      | St. Pauli           | 2L                  | 13         | 2          | CG              | -               | -               | -                  | -                  | -                  | -          | -          | -          | 13     | 2      |
| 2017-2018           | St. Pauli           | 2L                  | 15         | 0          | CG              | 1               | 0               | -                  | -                  | -                  | -          | -          | -          | 16     | 0      |
| Totale St. Pauli    | Totale St. Pauli    | Totale St. Pauli    | 28         | 2          |                 | 1               | 0               |                    | -                  | -                  |            | -          | -          | 29     | 2      |
| Totale              | Totale              | Totale              | 76         | 3          |                 | 8               | 1               |                    | 1                  | 0                  |            | -          | -          | 83     | 4      |

### Cronologia presenze e reti in nazionale
| Cronologia completa delle presenze e delle reti in nazionale ― Norvegia | Cronologia completa delle presenze e delle reti in nazionale ― Norvegia | Cronologia completa delle presenze e delle reti in nazionale ― Norvegia | Cronologia completa delle presenze e delle reti in nazionale ― Norvegia | Cronologia completa delle presenze e delle reti in nazionale ― Norvegia | Cronologia completa delle presenze e delle reti in nazionale ― Norvegia | Cronologia completa delle presenze e delle reti in nazionale ― Norvegia | Cronologia completa delle presenze e delle reti in nazionale ― Norvegia |
| Data                                                                    | Città                                                                   | In casa                                                                 | Risultato                                                               | Ospiti                                                                  | Competizione                                                            | Reti                                                                    | Note                                                                    |
| ----------------------------------------------------------------------- | ----------------------------------------------------------------------- | ----------------------------------------------------------------------- | ----------------------------------------------------------------------- | ----------------------------------------------------------------------- | ----------------------------------------------------------------------- | ----------------------------------------------------------------------- | ----------------------------------------------------------------------- |
| 15-11-2013                                                              | Herning                                                                 | Danimarca                                                               | 2 – 1                                                                   | Norvegia                                                                | Amichevole                                                              | -                                                                       | 60’                                                                     |
| 19-11-2013                                                              | Molde                                                                   | Norvegia                                                                | 0 – 1                                                                   | Scozia                                                                  | Amichevole                                                              | -                                                                       | 67’                                                                     |
| 5-3-2014                                                                | Praga                                                                   | Rep. Ceca                                                               | 2 – 2                                                                   | Norvegia                                                                | Amichevole                                                              | -                                                                       | 73’                                                                     |
| 27-5-2014                                                               | Saint-Denis                                                             | Francia                                                                 | 4 – 0                                                                   | Norvegia                                                                | Amichevole                                                              | -                                                                       | 77’                                                                     |
| 31-5-2014                                                               | Oslo                                                                    | Norvegia                                                                | 1 – 1                                                                   | Russia                                                                  | Amichevole                                                              | -                                                                       | 46’                                                                     |
| 3-9-2014                                                                | Londra                                                                  | Inghilterra                                                             | 1 – 0                                                                   | Norvegia                                                                | Amichevole                                                              | -                                                                       | 57’                                                                     |
| 9-9-2014                                                                | Oslo                                                                    | Norvegia                                                                | 0 – 2                                                                   | Italia                                                                  | Qual. Euro 2016                                                         | -                                                                       |                                                                         |
| 10-10-2014                                                              | Ta' Qali                                                                | Malta                                                                   | 0 – 3                                                                   | Norvegia                                                                | Qual. Euro 2016                                                         | 1                                                                       |                                                                         |
| 13-10-2014                                                              | Oslo                                                                    | Norvegia                                                                | 2 – 1                                                                   | Bulgaria                                                                | Qual. Euro 2016                                                         | -                                                                       | 64’                                                                     |
| 12-11-2014                                                              | Oslo                                                                    | Norvegia                                                                | 0 – 1                                                                   | Estonia                                                                 | Amichevole                                                              | -                                                                       | 58’                                                                     |
| 16-11-2014                                                              | Baku                                                                    | Azerbaigian                                                             | 0 – 1                                                                   | Norvegia                                                                | Qual. Euro 2016                                                         | -                                                                       | 57’                                                                     |
| 28-3-2015                                                               | Zagabria                                                                | Croazia                                                                 | 5 – 1                                                                   | Norvegia                                                                | Qual. Euro 2016                                                         | -                                                                       | 61’                                                                     |
| 11-11-2016                                                              | Praga                                                                   | Rep. Ceca                                                               | 2 – 1                                                                   | Norvegia                                                                | Amichevole                                                              | -                                                                       | 51’                                                                     |
| 26-3-2017                                                               | Belfast                                                                 | Irlanda del Nord                                                        | 2 – 0                                                                   | Norvegia                                                                | Qual. Mondiali 2018                                                     | -                                                                       | 53’                                                                     |
| 10-6-2017                                                               | Oslo                                                                    | Norvegia                                                                | 1 – 1                                                                   | Rep. Ceca                                                               | Qual. Mondiali 2018                                                     | -                                                                       | 61’                                                                     |
| 13-6-2017                                                               | Oslo                                                                    | Norvegia                                                                | 1 – 1                                                                   | Svezia                                                                  | Amichevole                                                              | -                                                                       | 83’                                                                     |
| 1-9-2017                                                                | Oslo                                                                    | Norvegia                                                                | 2 – 0                                                                   | Azerbaigian                                                             | Qual. Mondiali 2018                                                     | -                                                                       | 82’                                                                     |
| 4-9-2017                                                                | Stoccarda                                                               | Germania                                                                | 6 – 0                                                                   | Norvegia                                                                | Qual. Mondiali 2018                                                     | -                                                                       |                                                                         |
| 11-11-2017                                                              | Skopje                                                                  | Macedonia                                                               | 2 – 0                                                                   | Norvegia                                                                | Amichevole                                                              | -                                                                       | 46’                                                                     |
| 14-11-2017                                                              | Trnava                                                                  | Slovacchia                                                              | 1 – 0                                                                   | Norvegia                                                                | Amichevole                                                              | -                                                                       | 70’                                                                     |
| 26-3-2018                                                               | Elbasan                                                                 | Albania                                                                 | 0 – 1                                                                   | Norvegia                                                                | Amichevole                                                              | -                                                                       | 90+4’                                                                   |
| 15-11-2019                                                              | Oslo                                                                    | Norvegia                                                                | 4 – 0                                                                   | Fær Øer                                                                 | Qual. Euro 2020                                                         | -                                                                       | 71’                                                                     |
| 18-11-2019                                                              | Ta' Qali                                                                | Malta                                                                   | 1 – 2                                                                   | Norvegia                                                                | Qual. Euro 2020                                                         | -                                                                       | 46’                                                                     |
| 18-11-2020                                                              | Vienna                                                                  | Austria                                                                 | 1 – 1                                                                   | Norvegia                                                                | UEFA Nations League 2020-2021 - 1º turno                                | -                                                                       | cap. 49’ 67’                                                            |
| 1-9-2021                                                                | Oslo                                                                    | Norvegia                                                                | 1 – 1                                                                   | Paesi Bassi                                                             | Qual. Mondiali 2022                                                     | -                                                                       | 59’                                                                     |
| 4-9-2021                                                                | Riga                                                                    | Lettonia                                                                | 0 – 2                                                                   | Norvegia                                                                | Qual. Mondiali 2022                                                     | -                                                                       | 77’                                                                     |
| 7-9-2021                                                                | Oslo                                                                    | Norvegia                                                                | 5 – 1                                                                   | Gibilterra                                                              | Qual. Mondiali 2022                                                     | -                                                                       | 81’                                                                     |
| 8-10-2021                                                               | Istanbul                                                                | Turchia                                                                 | 1 – 1                                                                   | Norvegia                                                                | Qual. Mondiali 2022                                                     | -                                                                       | 75’                                                                     |
| 11-10-2021                                                              | Oslo                                                                    | Norvegia                                                                | 2 – 0                                                                   | Montenegro                                                              | Qual. Mondiali 2022                                                     | -                                                                       | 64’                                                                     |
| 25-3-2022                                                               | Oslo                                                                    | Norvegia                                                                | 2 – 0                                                                   | Slovacchia                                                              | Amichevole                                                              | -                                                                       | 72’                                                                     |
| 29-3-2022                                                               | Oslo                                                                    | Norvegia                                                                | 9 – 0                                                                   | Armenia                                                                 | Amichevole                                                              | 1                                                                       | 46’                                                                     |
| 2-6-2022                                                                | Belgrado                                                                | Serbia                                                                  | 0 – 1                                                                   | Norvegia                                                                | UEFA Nations League 2022-2023 - 1º turno                                | -                                                                       | 75’                                                                     |
| 12-6-2022                                                               | Oslo                                                                    | Norvegia                                                                | 3 – 2                                                                   | Svezia                                                                  | UEFA Nations League 2022-2023 - 1º turno                                | -                                                                       | 57’                                                                     |
| 24-9-2022                                                               | Lubiana                                                                 | Slovenia                                                                | 2 – 1                                                                   | Norvegia                                                                | UEFA Nations League 2022-2023 - 1º turno                                | -                                                                       | 70’                                                                     |
| 20-11-2022                                                              | Oslo                                                                    | Norvegia                                                                | 1 – 1                                                                   | Finlandia                                                               | Amichevole                                                              | -                                                                       | 46’                                                                     |
| 17-6-2023                                                               | Oslo                                                                    | Norvegia                                                                | 1 – 2                                                                   | Scozia                                                                  | Qual. Euro 2024                                                         | -                                                                       | 84’                                                                     |
| Totale                                                                  |                                                                         | Presenze                                                                | 36                                                                      |                                                                         | Reti                                                                    | 2                                                                       |                                                                         |

## Palmarès

### Club
- Coppa di Norvegia: 1

Molde: 2013
- 2. Fußball-Bundesliga: 1

Friburgo: 2015-2016